# All Around My Hat (песня)
All Around My Hat — английская народная песня, известная с 1820-х годов и популяризированная электрик-фолк-группой Steeleye Span, чей одноимённый сингл (с «Black Jack Davy» на обороте) в 1975 году поднялся до 5-го места в UK Singles Chart и стал международным хитом.

## Сюжет
В оригинальной версии песни рыбак клянётся в верности возлюбленной, которую ссылают (за кражу) в Австралию, и обещает носить на шляпе зелёные побеги ивы «12 месяцев и 1 день». В последующих версиях роли меняются: повествование чаще всего ведётся от лица девушки.
Современный сюжет (в разных версиях) выглядит так: молодой человек отправляется в плавание и по возвращении узнаёт, что его невеста вот-вот выйдет замуж за другого. Он либо клянется носить веточки плакучей ивы в течение года, либо напоминает ей о данном обещании, после чего та умирает при загадочных обстоятельствах. Различные варианты песни известны (помимо Англии) в Шотландии и Канаде.
Существуют варианты с «Жёлтой лентой» (серия песен «Yellow Ribbon»; одна из них включена в фильм «She Wore A Yellow Ribbon») и — в Ирландии — с «Чёрной бархатной лентой» («The Black Velvet Band»).
В Ирландии (усилиями Пейдара Кирни) песня была переделана на революционный лад и была использована ИРА. «Революционизированный» сюжет рассказывал о девушке-республиканке, чей возлюбленный погиб во время Пасхального восстания. Она клянется в память о нём в своей шляпке носить ирландский триколор.
Первая опубликованная версия песни относится к 1895 году и близка к тому варианту, который в 1975 году популяризировали Steeleye Span.

## Наиболее известные записи
- Эдди Бутчер («Another Man’s Wedding», из альбома «The Voice Of The People Vol. 6», 1955)
- Сэм Ларнер («Now Is The Time For Fishing» из альбома «Green Broom», 1960)
- Нил О’Брайен («All Around My Hat», антология «Maritime Folk Songs», собранная Хелен Крейтон, 1962)
- Питер Беллами («All Around My Hat», «Mainly Norfolk» LP, 1968)
- Пейдар Кирни («Tri-Coloured Ribbon»; ирландский вариант с изменённым текстом)
- Барбара Диксон («The Orange And The Blue», «From The Beggar’s Mantle» LP, 1972)
- Steeleye Span («All Around My Hat»/«Farewell He», «All Around My Hat (альбом)|All Around My Hat» LP, 1975). Аранжировка, сделанная Мэдди Прайор и участниками группы, использует часть текста из другой народной песни, «Farewell He»[3]
- Status Quo («All Around My Hat»/ «Farewell He», «Don’t Stop» LP, 1996, с участием Мэдди Прайор)

## Видео
- All Around My Hat, 1975 Архивная копия от 1 сентября 2017 на Wayback Machine. — Steeleye Span (original promo video)